# Tomáš Klouček
Tomáš Klouček (7. března 1980 Praha – 16. března 2025 Medvědín) byl český hokejista, který hrál na postu obránce. Naposledy nastupoval za Épinal v nejvyšší francouzské lize v sezóně 2016/17.
Zemřel tragicky 16. března 2025 při lyžování na Medvědíně.

## Hráčská kariéra
- 1998-1999 Cape Breton Screaming Eag QMJHL
- 1999-2000 Hartford Wolf Pack AHL
- 2000-2001 New York Rangers NHL,Hartford Wolf Pack AHL
- 2001-2002 New York Rangers NHL, Hartford Wolf Pack AHL
- 2002-2003 Nashville Predators NHL, Hartford Wolf Pack AHL, Milwaukee Admirals AHL
- 2003-2004 Nashville Predators NHL, Atlanta Thrashers NHL
- 2004-2005 HC Slavia Praha, HC Oceláři Třinec, Bílí Tygři Liberec
- 2005-2006 Atlanta Thrashers NHL, Chicago Wolves AHL
- 2006-2007 Syracuse Crunch AHL
- 2007-2008 RI Okna Zlín
- 2008/2009 Barys Astana (Kazachstán) KHL
- 2009/2010 Barys Astana (Kazachstán) KHL
- 2010/2011 Barys Astana (Kazachstán) KHL
- 2011/2012 HC Lev Poprad (Slovensko) KHL, HC Oceláři Třinec
- 2012/2013 HC Oceláři Třinec
- 2013/2014 HC Košice (Slovensko)
- 2014/2015 Orli Znojmo EBEL, Rytíři Kladno
- 2015/2016 Épinal Hockey Club (Francie)
- 2016/2017 Épinal Hockey Club (Francie)